# Eulalia (plant)
Eulalia is een geslacht uit de grassenfamilie (Poaceae). De soorten komen voor in Afrika, Azië en Australië. Het geslacht is vernoemd naar botanische kunstenaar Eulalie Delile.

## Bron
- Eliot, Rodger W. & Jones, David L. (1986). "Eu-Go". in Eliot, Rodger W. & Jones, David L.. Encyclopaedia of Australian Plants suitable for cultivation. 4. Lothian Publishing. pp. 247. ISBN 0-85091-213-X.